# Hautevesnes
Hautevesnes es una comuna francesa situada en el departamento de Aisne, de la región de Alta Francia.

## Geografía
Está ubicada a 14 km al noroeste de Château-Thierry.

## Demografía
| 125 | 119 | 94 | 105 | 102 | 146 | 152 | 170 |
| Para los censos de 1962 a 1999 la población legal corresponde a la población sin duplicidades (Fuente: INSEE [Consultar]) |     |    |     |     |     |     |     |